# Ла-Фонт-де-ла-Фігера
Ла-Фонт-де-ла-Фігера, Фуенте-ла-Ігера (валенс. La Font de la Figuera (офіційна назва), ісп. Fuente la Higuera) — муніципалітет в Іспанії, у складі автономної спільноти Валенсія, у провінції Валенсія. Населення — 2227 осіб (2010).

## Географія
Муніципалітет розташований на відстані близько 300 км на південний схід від Мадрида, 85 км на південний захід від Валенсії.

## Демографія
Динаміка населення (INE ):

## Галерея зображень

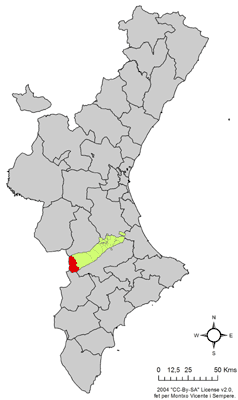
Розташування муніципалітету Ла-Фонт-де-ла-Фігера у автономній спільноті Валенсія
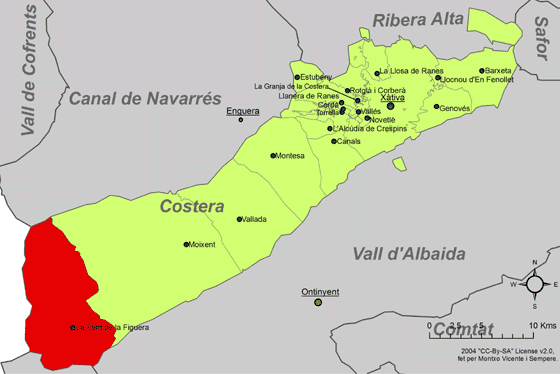
Розташування муніципалітету Ла-Фонт-де-ла-Фігера у комарці Ла-Костера
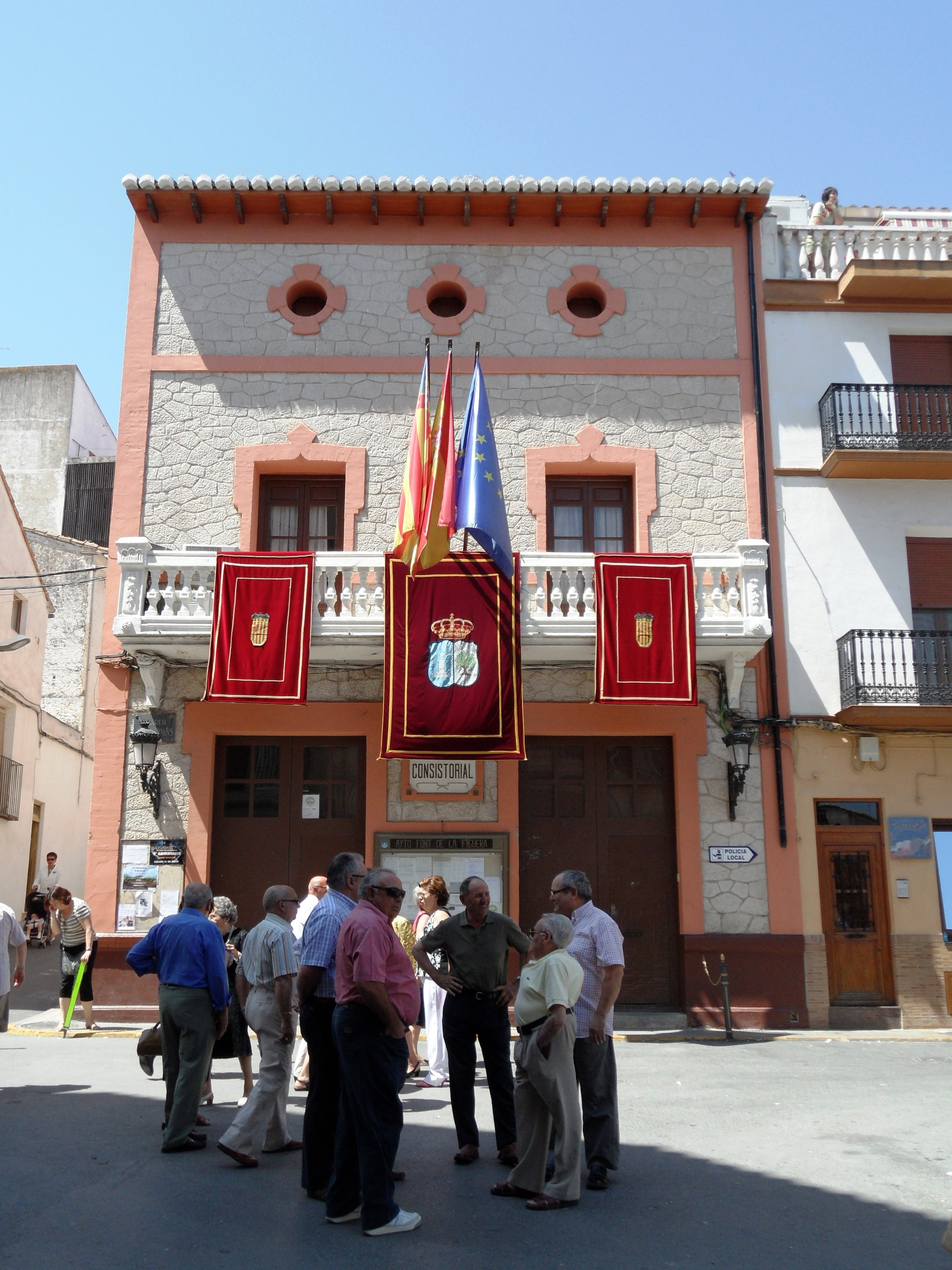
Муніципальна рада
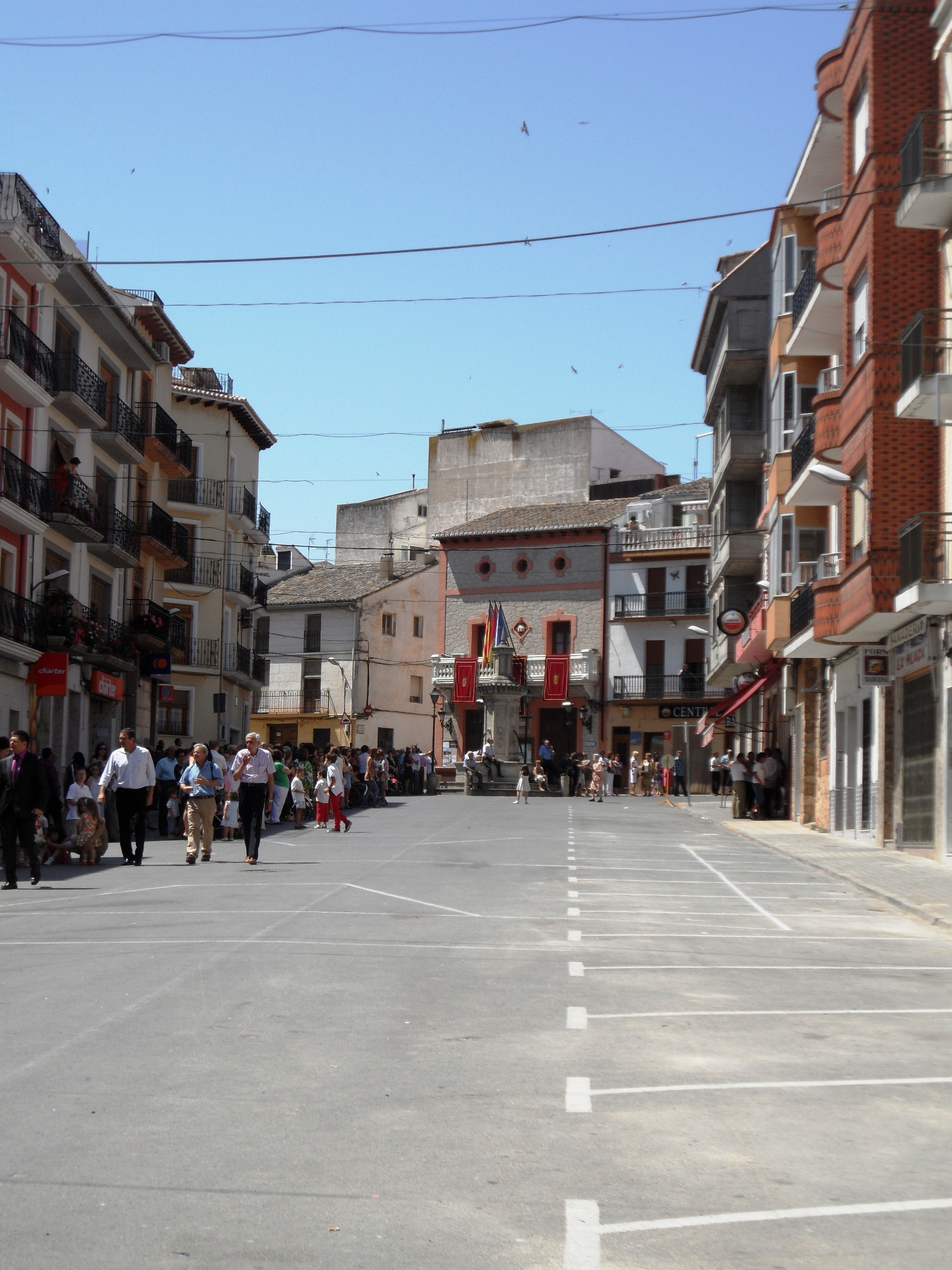
Пласа-Майор